# Sallywalkerana phrynoderma
Sallywalkerana phrynoderma és una espècie de granota que viu a l'Índia.